# Antony Blinken
Antony John Blinken (* 16. dubna 1962 New York) je americký demokratický politik a právník, mezi roky 2021–2025 ministr zahraničních věcí Spojených států amerických ve vládě Joea Bidena. V letech 2015–2017 pracoval jako náměstek ministra zahraničí Johna Kerryho v Obamově kabinetu.

## Život

### Původ a mládí
Narodil se v židovské rodině ekonoma a bankéře Donalda M. Blinkena (* 1925) a jeho manželky Judith, roz. Frehmové. Otec byl v letech 1978–1990 předsedou správní rady State University of New York a 1994–1998 pracoval jako americký velvyslanec v Maďarsku. Dědeček z otcovy strany pocházel z Kyjeva (Ukrajina), babička měla židovské kořeny v Německu. Po rozvodu rodičů žil Tony Blinken od roku 1971 s matkou a jejím novým manželem Samuelem Pisarem v Paříži. Samuel Pisar (1929–2015) byl americký právník, původem z polského Bělostoku, který přežil holocaust včetně věznění v sedmi koncentračních táborech a nucené práce v Německu od 12 let věku. Na konci války se mu podařilo uprchnout z pochodu smrti. Jeho rodiče a sestra během holocaustu zahynuli.

### Vzdělání a právnická činnost
Antony Blinken studoval na Harvardově a Kolumbijské univerzitě. Po roce 1988, kdy se stal právníkem, vykonával advokátní praxi v New Yorku a Paříži. Ve stejném roce také se svým otcem pomáhal při získávání financí na prezidentskou kampaň demokratického kandidáta Michaela Dukakise. 

### Politická kariéra
V letech 1994–2001 byl zvláštním asistentem prezidenta Billa Clintona. V období 2002–2008 pracoval jako předseda senátního výboru pro zahraniční vztahy. V roce 2003 podpořil americkou invazi do Iráku.
V letech 2009–2013 byl poradcem pro národní bezpečnost viceprezidenta Joe Bidena. Podporoval vojenskou intervenci v Libyi v roce 2011 a vyzbrojování protivládních povstalců v občanské válce v Sýrii. Je stoupencem Izraele a během války v Gaze pracoval společně s viceprezidentem Bidenem na zajištění dodávek amerických zbraní do Izraele.
V letech 2015–2017 pracoval jako náměstek ministra zahraničí v Obamově administrativě. V dubnu 2015 podpořil Saúdskou Arábií vedenou vojenskou intervenci v Jemenu. Prohlásil, že Spojené státy vytvořily společné operační centrum v Rijádu, jehož smyslem je koordinace a podpora vojenských operací v Jemenu.
V prezidentské kampani Joa Bidena v roce 2020 pracoval jako poradce pro zahraniční politiku. V listopadu 2020 si Joe Biden vybral Blinkena za příštího ministra zahraničí.

### Rodina
V roce 2002 se oženil s Evan Ryanovou (* 1971), která v letech 2013–2017 pracovala jako náměstkyně ministra zahraničí pro vzdělávání a kulturu. Předtím působila jako asistentka viceprezidenta Joea Bidena pro mezivládní záležitosti a styk s veřejností. 
Evan Ryanová je irského původu a katolička. Manželé Blinkenovi mají dvě děti. Mladší dcera se narodila 26. února 2020.

## Ministr zahraničí Spojených států

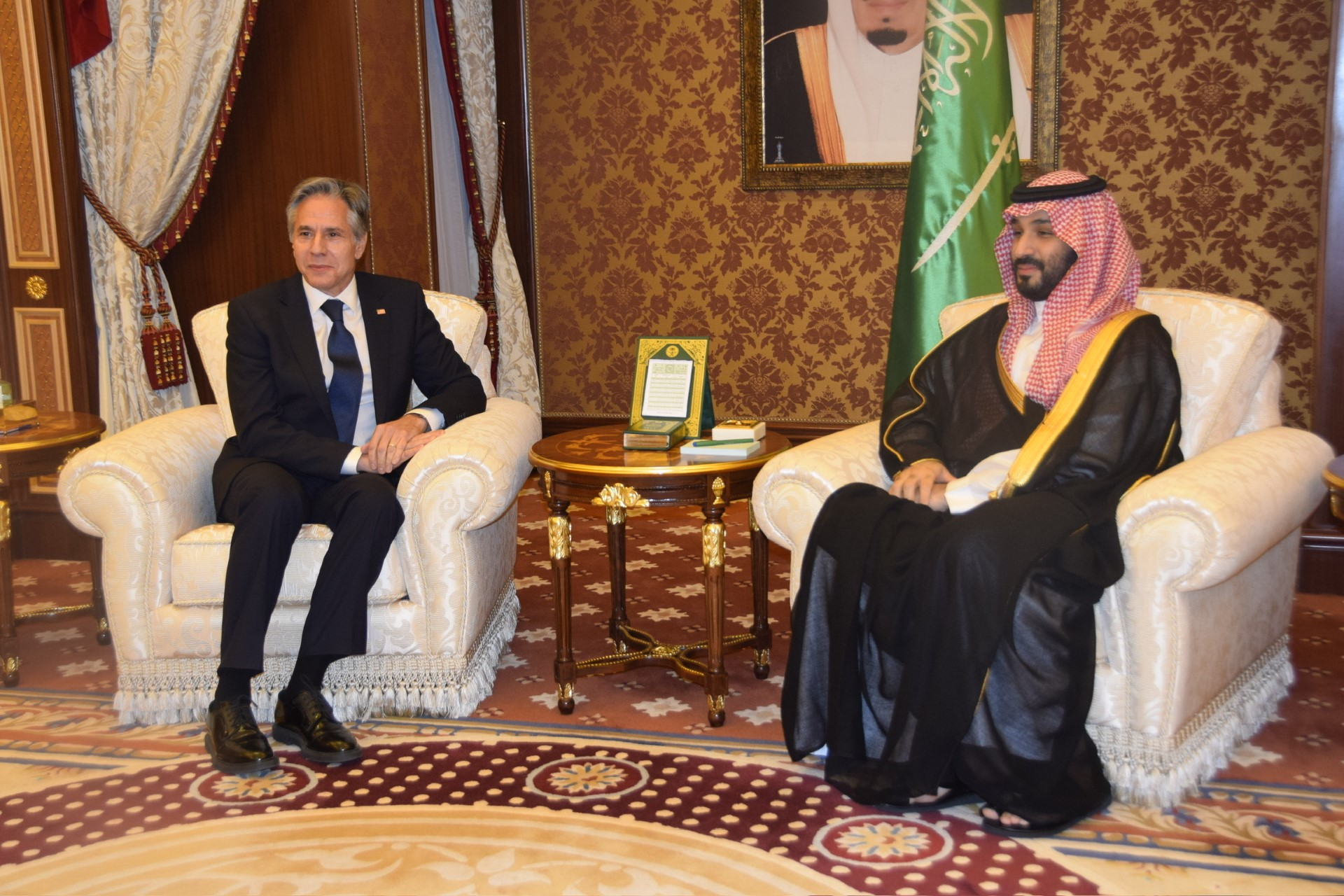
Blinken a saúdský korunní princ Muhammad bin Salmán v Rijádu v červnu 2023

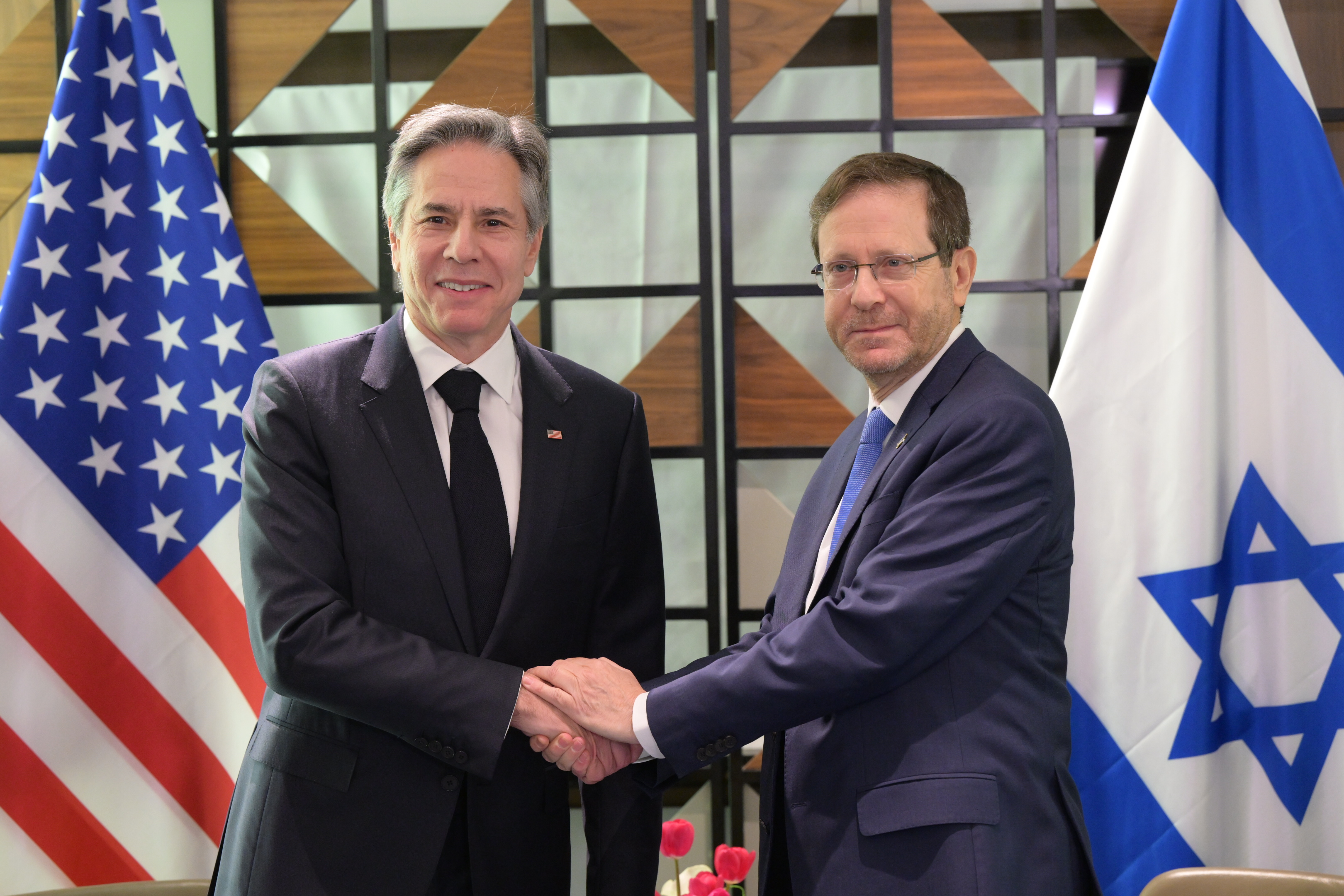
Blinken a izraelský prezident Jicchak Herzog v Tel Avivu 9. ledna 2024

Prezident Joe Biden jej po vítězství v prezidentských volbách 2020 navrhl do úřadu ministra zahraničí. Americký senát jeho nominaci potvrdil 26. ledna 2021 poměrem hlasů 78 : 22. Přísahu složil téhož dne a stal se 71. hlavou americké diplomacie.
Vyjádřil podporu dohodě mezi Marokem a Izraelem o normalizaci vzájemných vztahů, v jejímž rámci Spojené státy souhlasily s uznáním marockých nároků na sporné území Západní Sahary, která byla Marokem nelegálně anektována v 70. letech.
V březnu 2023 přivítal rozhodnutí Mezinárodního trestního soudu (ICC) v Haagu vydat zatykač na ruského prezidenta Vladimira Putina pro obvinění z válečných zločinů během ruské invaze na Ukrajinu. Blinken vyzval členské státy ICC, aby se soudem spolupracovaly při zatčení a vydání Putina.
Koncem dubna 2024 prohlásil, že Čína pokračuje v páchání genocidy a zločinů proti lidskosti na Ujgurech a dalších muslimských menšinách v západočínské provincii Sin-ťiang.
Poskytoval diplomatickou podporu Izraeli po vypuknutí války v Pásmu Gazy a podpořil operace izraelské armády v Pásmu Gazy. Během slyšení před výborem amerického Senátu v květnu 2024 byla jeho výpověď opakovaně přerušena propalestinskými demonstranty, kteří ho obviňovali ze spoluúčasti na izraelských válečných zločinech a na genocidě Palestinců v Gaze. Blinken uvedl, že je ochoten spolupracovat s americkým Kongresem na vypracování sankcí proti Mezinárodnímu trestnímu soudu (ICC) v Haagu poté, co prokurátor soudu požádal o vydání zatykače na izraelského premiéra Benjamina Netanjahua a ministra obrany Joa’va Galanta.